# 藍羽ひより
藍羽 ひより（あいは ひより、3月23日 - ）は、宝塚歌劇団星組に所属する娘役。
愛知県名古屋市、名古屋女子大学高等学校出身。身長160cm。愛称は「ひより」。

## 来歴
2019年、宝塚音楽学校入学。
2021年、宝塚歌劇団に107期生として入団。入団時の成績は32番。宙組公演「シャーロック・ホームズ／Délicieux!」で初舞台。その後、星組に配属。
2022年の「ディミトリ」で新人公演初ヒロイン。入団2年目、107期から初のヒロイン誕生となった。

## 主な舞台

### 初舞台
- 2021年6 - 8月、宙組『シャーロック・ホームズ-The Game Is Afoot!-』『Délicieux（デリシュー）!-甘美なる巴里-』（宝塚大劇場のみ）[注釈 1]

### 星組時代
- 2021年9 - 12月、『柳生忍法帖』『モアー・ダンディズム!』
- 2022年2月、『王家に捧ぐ歌』（御園座）
- 2022年4 - 5月、『めぐり会いは再び next generation-真夜中の依頼人（ミッドナイト・ガールフレンド）-』『Gran Cantante（グラン カンタンテ）!!』（宝塚大劇場）
- 2022年6 - 7月、『めぐり会いは再び next generation-真夜中の依頼人（ミッドナイト・ガールフレンド）-』 - 新人公演：ポルックス（本役：詩ちづる）『Gran Cantante（グラン カンタンテ）!!』（東京宝塚劇場）
- 2022年9月、『ベアタ・ベアトリクス』（バウホール） - 少年ロセッティ
- 2022年11 - 2023年2月、『ディミトリ〜曙光に散る、紫の花〜』 - タマラ王女、新人公演：ルスダン（本役：舞空瞳）『JAGUAR BEAT-ジャガービート-』 新人公演初ヒロイン[4][5]
- 2023年4月、『Stella Voice』（バウホール）[6]
- 2023年6 - 7月、『1789-バスティーユの恋人たち-』（宝塚大劇場） - マリー・テレーズ
- 2023年7 - 8月、『1789-バスティーユの恋人たち-』（東京宝塚劇場） - マリー・テレーズ、新人公演：ルイ・ジョセフ（本役：美玲ひな）
- 2023年10 - 11月、『ME AND MY GIRL』（博多座）
- 2024年1 - 2月、『RRR×TAKA"R"AZUKA〜√Bheem〜（アールアールアール バイ タカラヅカ〜ルートビーム〜）』 - シータ（少女）『VIOLETOPIA（ヴィオレトピア）』（宝塚大劇場）
- 2024年2 - 4月、『RRR×TAKA"R"AZUKA〜√Bheem〜（アールアールアール バイ タカラヅカ〜ルートビーム〜）』 - シータ（少女）、新人公演：ポピー（本役：二條華）『VIOLETOPIA（ヴィオレトピア）』（東京宝塚劇場）
- 2024年6月、『夜明けの光芒』（ドラマシティ・東京建物 Brillia HALL） - ピップ
- 2024年8 - 12月、『記憶にございません!』 - 田原坂46、新人公演：ジェット・和田（本役：都優奈）	『Tiara Azul-Destino-（ティアラ・アスール ディスティーノ）』
- 2025年1 - 2月、『にぎたつの海に月出づ』（バウホール）
- 2025年4 - 8月、『阿修羅城の瞳』 - 新人公演：少女（本役：茉莉那ふみ）『エスペラント！』
- 2025年9 - 10月、『ダンサ セレナータ』 - ミージア『Tiara Azul －Destino－ II』（全国ツアー）
- 2026年1 - 4月、『恋する天動説』『DYNAMIC NOVA』